# Hamish French
Hamish Mackie French (Aberdeen, 7 febbraio 1964) è un ex calciatore e allenatore di calcio scozzese, di ruolo centrocampista.

## Caratteristiche tecniche
Era un centrocampista offensivo.